# Мартиње (Горњи Петровци)
Мартиње (словен. Martinje, мађ. Magasfok) је насељено место у општини Горњи Петровци, Помурска регија, Словенија.

## Историја
До територијалне реорганизације у Словенији било је у саставу старе општине Мурска Собота.

## Становништво
У попису становништва из 2011. године, Мартиње је имало 119 становника.
| Број становника према пописима | Број становника према пописима | Број становника према пописима |
| ------------------------------ | ------------------------------ | ------------------------------ |
| 1991                           | 2002                           | 2011                           |
| 150                            | 102                            | 119                            |

## Галерија
- крст посвећен погинулима у Првом светском рату
- натпис на крсту